# Леса Пиренейского полуострова

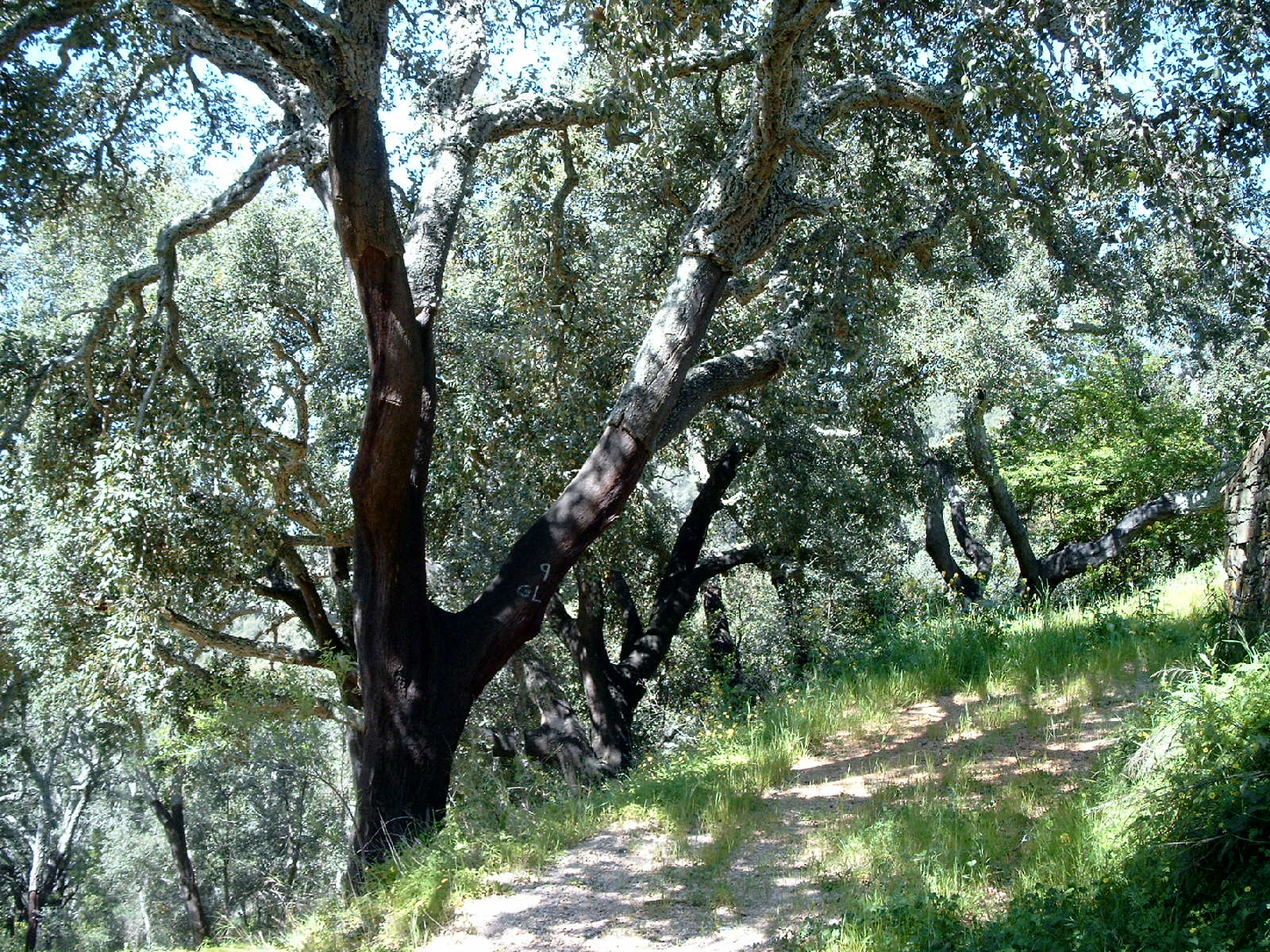
Пробковые леса на юге Португалии (Алгарви).

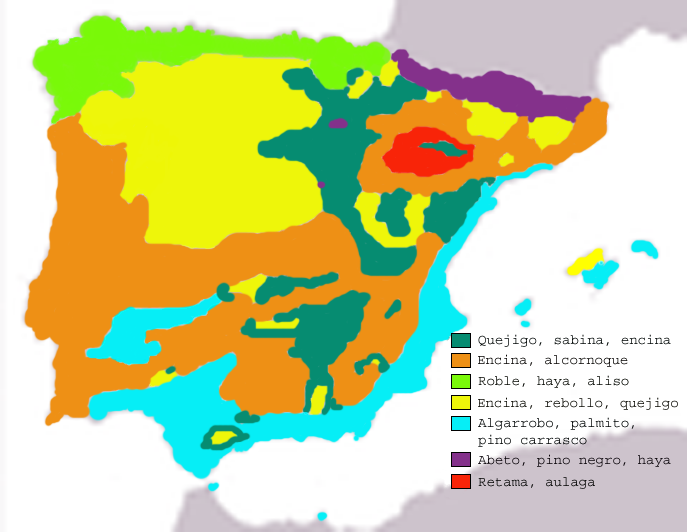
Территория, потенциально занимаемая лесами.

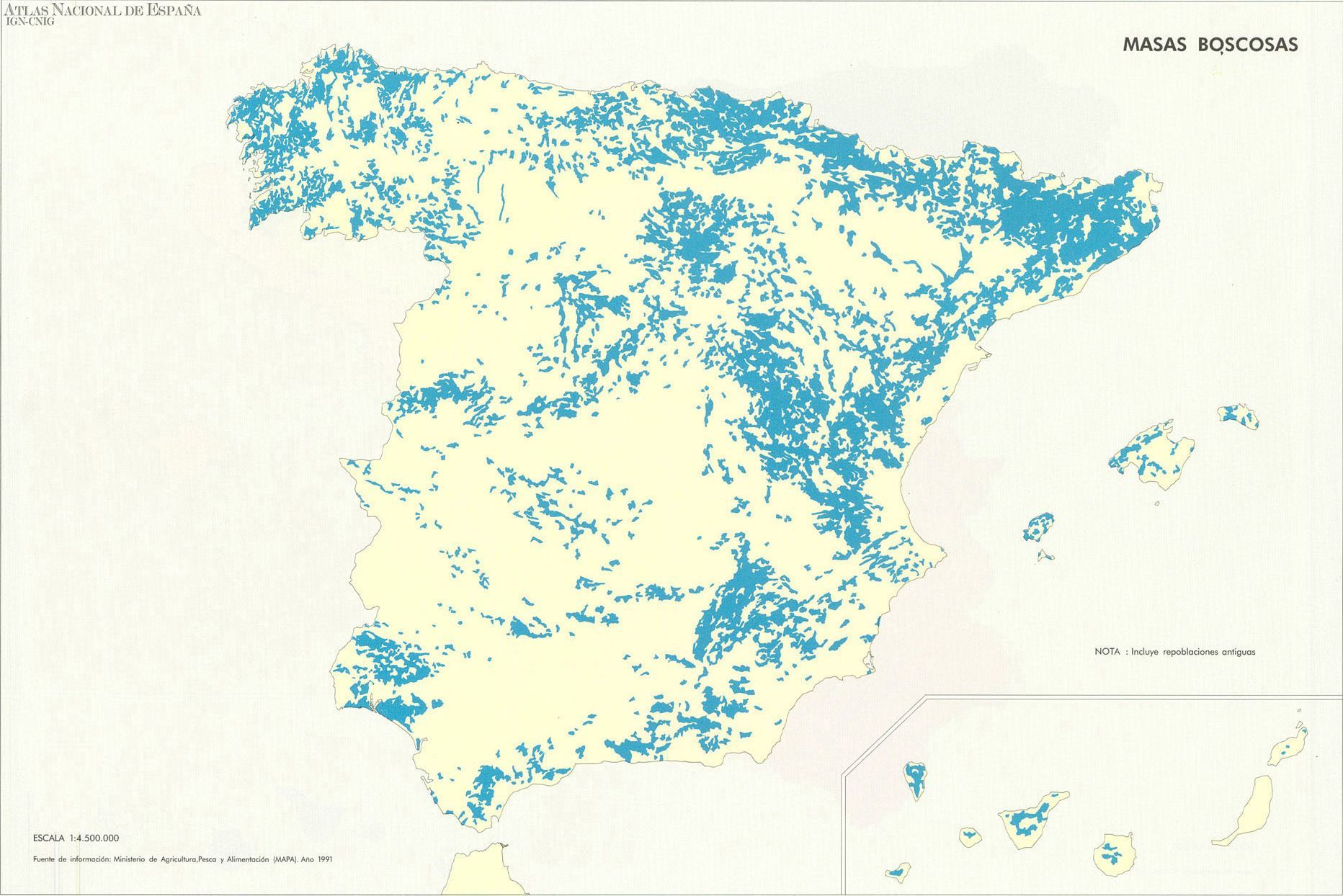
Леса Испании по данным Национального географического института.

Леса Пиренейского полуострова — группа экосистем, расположенная на территории Пиренейского полуострова. Подразделены на два природных ареала. Каждый из них отличается характерной флорой, но, при этом, многие виды произрастают в обеих группах. Группы оказывают друг на друга взаимное влияние, что делает их границы размытыми и неопределенными. В результате этого появилось множество промежуточных территорий, в которой многие виды нашли оптимальную для себя среду.
Согласно исследованию Испанского общества лесных наук, опубликованному в сентябре 2009 г., лесной фонд Испании составлен около 17 804 миллионами деревьев и растет со скоростью 284 миллиона новых деревьев в год.
Испания — вторая страна Евросоюза по площади лесного фонда (26,27 млн гектаров, в том числе, 57 % лесного покрова и 43 % средиземноморского кустарника). Швеция занимает первое место (30,9 млн гектаров, 75 %); Финляндия — третье (23,3 млн гектаров); за ней следуют Франция 17,3 млн гектаров), Германия и Италия (11 млн гектаров), Польша (9,2 млн гектаров).

## Происхождение и характеристики
В силу биоисторических, географических, геологических и орографических условий флора полуострова близка к флорам других средиземноморских стран Европы (таких как Греция и Италия) и характеризуется большим разнообразием. Её составляют около 8000 видов растений, многие из которых можно найти только в Иберии (эндемики).
В прошлом средиземноморский регион был подвержен значительным климатическим переменам, которые отразились на его растительности, а также сильным колебаниям уровня моря и относительном положении евразийской и африканской литосферных плит. Временная изоляция видов вследствие колебаний уровня моря и периодических ледниковых периодов, отразилась на повышении биоразнообразия.
По мере того, как менялся климат, флора Пиренейского полуострова, являющегося мостом между Африкой и Европой, обогащалась степными, термофильными, ксерофильными, орофильными, бореально-альпийскими и другими видами растений, многие из которых выживали впоследствии, находя убежище в горных хребтах — поднимаясь на более высокие пояса, когда климат теплел, и спускась, когда он охлаждался. С другой стороны, геологическая сложность большинства иберийских горных систем (в частности, гор Кордильера-Бетика, Иберийских гор и Пиренеев) повысила в ещё большей степени разнообразие сред обитания. В совокупности все эти факторы отражаются на богатстве и разнообразии современной иберийской флоры.

## Евросибирская группа

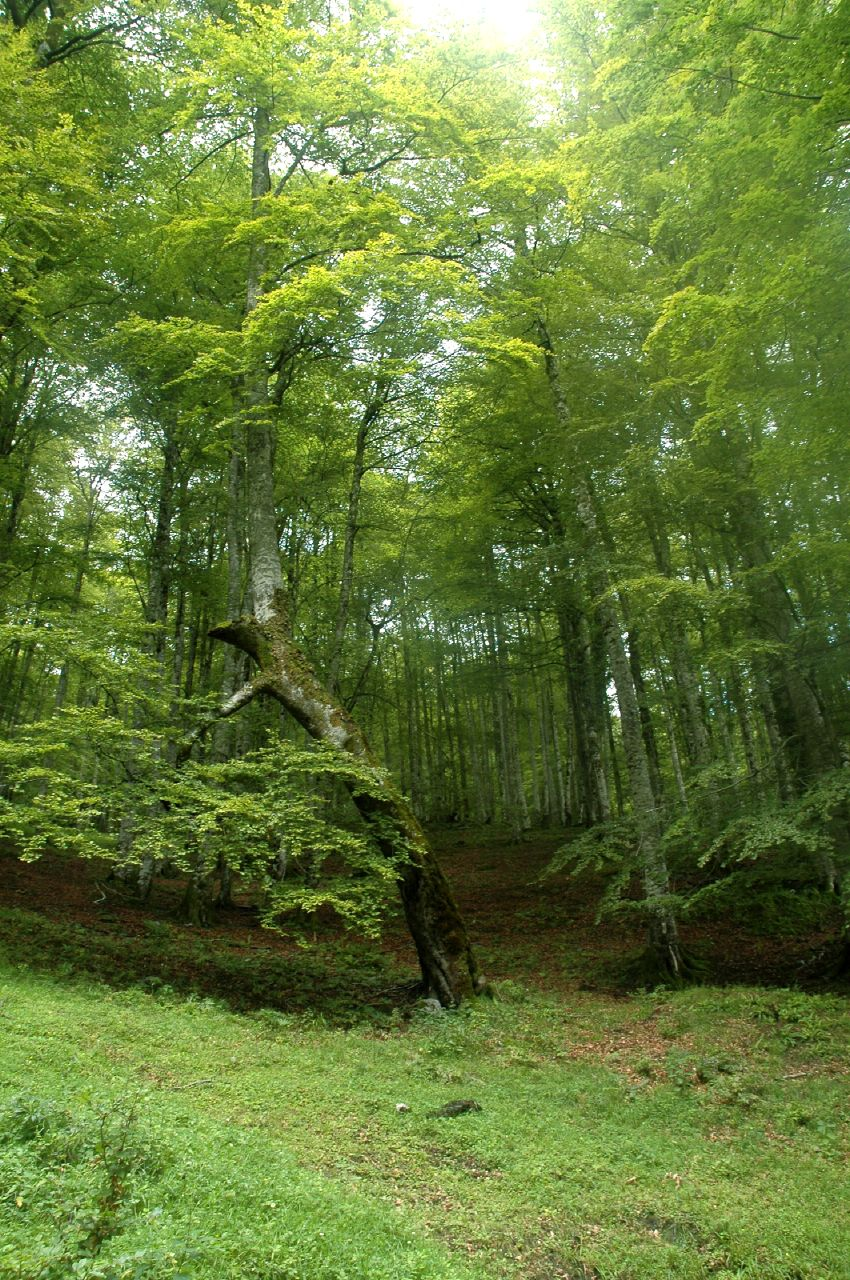
Лес в Кантабрии.

Близость океана обуславливает влажный климат и мягкие температуры этого региона, его умеренно-холодные зимы и слабо выраженный сухой сезон. Занимает он всю приатлантическую территорию: север Португалии, Галисию, Астурию, Кантабрию, Страну Басков, северо-западную Наварру, западные и центральные Пиренеи. Тем не менее, отдельные сообщества и виды этого региона встречаются также и во внутренних районах, особенно в северной и западной половинах полуострова.
Характерны для этого региона листопадные леса. На свежих и глубоких почвах низин произрастают скальный (Quercus petraea) и черешчатый дубы, ясень обыкновенный (Fraxinus excelsior) и лещина обыкновенная (Corylus avellana). На горных высотах распространены буки, а в Пиренеях иногда встречается пихта белая (Abies alba). Эти леса произрастают на прохладных и глубоких почвах, на склонах не очень высоких гор. Влияние Средиземноморья сказывается в присутствии каменного дуба (Quercus ilex) и лавра благородного (Laurus nobilis) на горных гребнях и теплых склонах, особенно на наиболее сухих известковых почвах.
Человеческое вмешательство превратило многие из этих лесов в пастбища, по краям которых сохранились остатки первичных кустарников и лесов. Живая каёмка, которая окружает луга и расчищенные поляны, состоит из диких роз, ежевики вязолистной (Rubus ulmifolius), терна, боярышника и других более или менее колючих кустарников, а также заросли ракитника Cytisus purgans или ретамы Retama sphaerocarpa. Далее перечислены основные лесообразующие виды этого региона.

### Бук

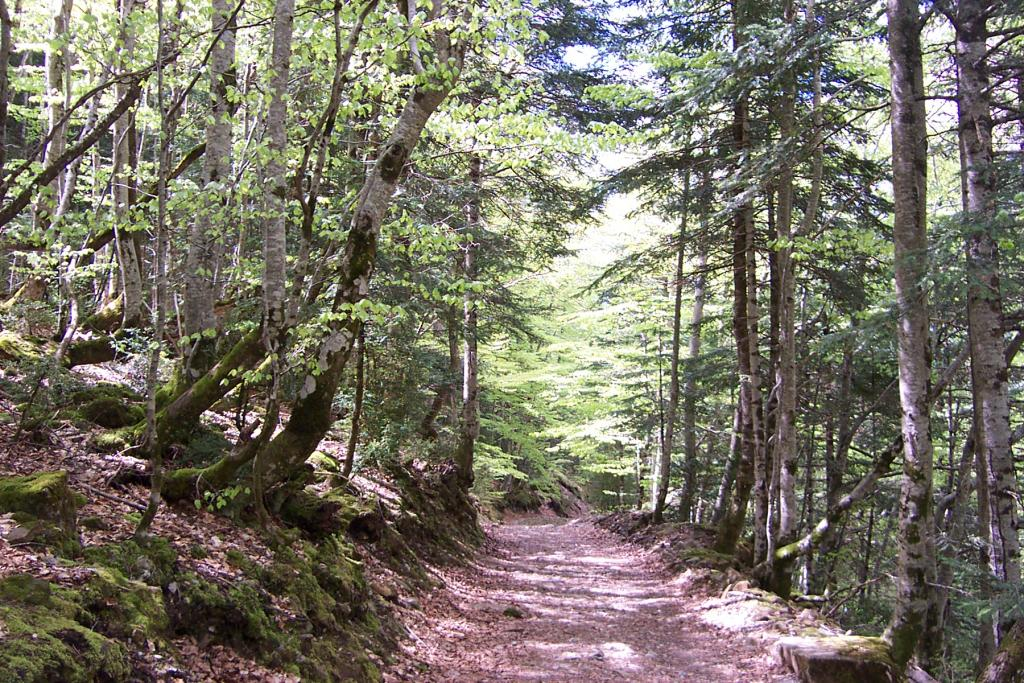
Буковый лес.

Буковый лес — типичный атлантический лес, характерный для горных высот иберийской евросибирской области. Располагается на высотах от 800 до 1500 м над ур. м., на прохладных и более-менее богатых почвах (как известковых, так и кремнистых), как правило, сильно закисленных, вследствие интенсивной промывки. Плотная тень бука мешает, в большинстве случаев, росту других древесных и даже травянистых видов, то объясняет скудность подлеска в этих образованиях.
Несмотря на то, что они типичны для атлантического побережья, эти леса можно встретить и в центральных районах полуострова: под Монкайо, в лесах Техера Негра (Сомосьерра-Айльон) и Монтехо-де-ла-Сьерра в провинции Мадрид, где они находят нужные им условия в ложбинах и на тенистых склонах. Буковое лесовосстановление очень затруднительно в этих краях, поэтому, как правило, после их сведения, на их месте произрастает пиренейский дуб Quercus pyrenaica. Отдельного упоминания заслуживает лес Ирати (в наваррских Пиренеях) — один из крупнейших буково-еловых лесов в Европе, приблизительная площадь которого составляет 17 000 га.

### Дуб
Дуб, особенно черешчатый (Quercus robur), — наиболее распространенный вид в атлантическом регионе. Дубовый лес — типичное лесное образование нижних поясов, до 600 метров высоты. Выше дубов подменяют буки, а в долинах — ясени и лещина. Дуб скальный (Quercus petraea) растёт, как второстепенная порода, в центральных регионах полуострова и на более возвышенных землях. Пиренейский дуб встречается чаще в областях с наиболее выраженным континентальным климатом.
Высоты, на которых произрастает дуб, — самые подходящие для пастбищ и земледелия, вследствие чего они сильно подвержены человеческому воздействию. Зачастую эти породы растут в примеси с каштанами и березами. При деградации, дубовый лес заменяют сначала заросли ракитника и колючего кустарника, а затем — вересковые и улекс. Изначально черешчатый дуб занимал большую часть территории, которая в настоящее время принадлежит сосновым и эвкалиптовым лесами.

### Береза
В приатлантических провинциях березы произрастают в виде островков или перелесков, у подножия уступов или на лужайках посреди буковых лесов, на наиболее бедных и закисленных почвах, в сопровождении осин и рябины. Иногда березы занимают собственный ярус — над буковыми землями, на горных высотах кремнистых территорий. При этом, они, как правило, ограничиваются небольшой площадью и произрастают в примеси со скальными дубами и рябиной.

### Пихта
Пихта белая (Abies alba)
Пихта белая (Abies alba) распространена на прохладных склонах с глубокой почвой пиренейского подгорья, от Наварры до Монсеня. Иногда образует чисто пихтовые, но чаще — смешанные пихтово-буковые леса. Основные массивы находятся в провинции Льейда (около 17 000 га). Чаще всего эти образования встречаются во влажных, тенистых лощинах, на высотах от 700 до 1700 м над ур. м. Как правило, это темные леса с почвой, сильно закисленной под воздействием разлагающейся хвои. На высотах их нередко вытесняет сосна крючковатая (Pinus uncinata). В пихтовых лесах также встречается клён белый (Acer pseudoplatanus), а подлесок по своим характеристикам близок к буковому. Как и буковые леса, они характерны для евросибирской группы.

## Средиземноморская группа
Занимает всю остальную территорию полуострова и Балеарские острова. Её основная характеристика — относительно длительный, всегда ярко выраженный, летний сухой сезон (от 2 до 4 месяцев). Осадки колеблются, в зависимости от региона, от 1500 мм до 350 мм, а что касается температур, в одних областях годами может не быть морозов, а в других каждую зиму регистрируются температуры ниже −20 ºС.
За исключением горных лесов, массивы средиземноморской зоны состоят чаще всего из вечнозеленых и твердолиственных пород: каменных и пробковых дубов, олив, можжевельника и др. В наиболее жарких и эродированных регионах эти виды сопровождает или вытесняет алеппская сосна, а на песках и неподвижных дюнах растет можжевельник и сосна пиния. Исключение составляют наиболее сухие регионы юго-востока. В низинах провинций Мурсия и Альмерия единственной растительностью являются хамеропс и Gymnosporia senegalensis, а на более возвышенных местностях растут Quercus coccifera и мастиковое дерево. То же можно сказать о солончаках и бессточных областях с большими перепадами температуры, таких как бассейн Эбро, впадина Басы и внутренние известковые мергели.

### Дуб пиренейский

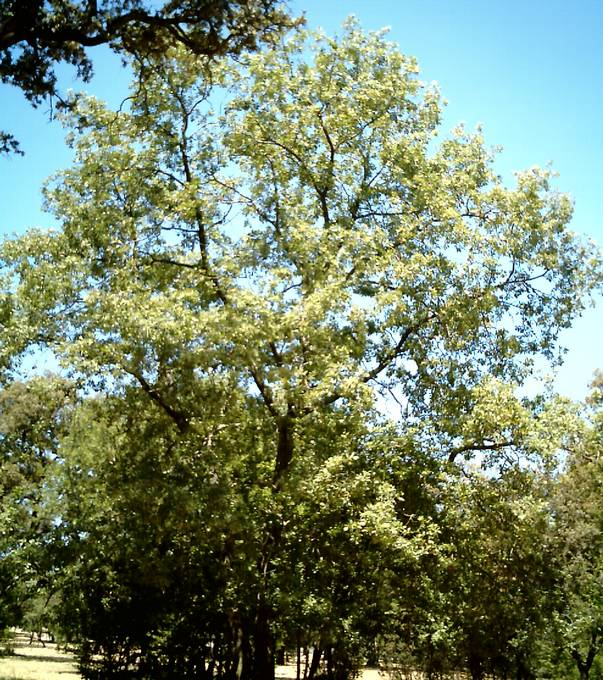
Лес из пиренейских дубов

Пиренейский дуб (Quercus pyrenaica) лучше других дубовых пород переносит сухой континентальный климат. Леса из этого дуба находятся в субатлантических, средних между Атлантикой и Средиземноморьем, регионах, в частности, широко распространены в горах центральных областей. Их можно встретить от внутренней Галисии и южных склонов Кантабрийского хребта, на протяжении всей Центральной кордильеры, вплоть до Сьерра-Невады и Кадиса, где они, впрочем, уже малочисленны. Как правило, они произрастают на высотах от 700 до 1600 м над ур. м., на кремнистых землях, над влажными лесами каменных и пробковых дубов. Выше них, в свою очередь, располагаются леса сосны обыкновенной (Pinus sylvestris) и горные заросли ракитника Cytisus oromediterraneus и можжевельника. В регионах, где сильнее ощущается влияние Атлантического океана, деградация лесов из пиренейского дуба, приводит к распространению вереска Erica australis. В остальных регионах, на прогалинах и в деградирующих лесах, чаще произрастает ладанник лавролистный Cistus laurifolius и лаванда стэхадская. Их первичную территорию в настоящее время обычно занимают обыкновенные и приморские сосны.

### Галерейные леса
В этом регионе встречаются оазисы субтропических лесов растущих на почвах, влажных на протяжении всего года, что позволяет им избежать летнюю засуху, характерную для средиземноморского климата.

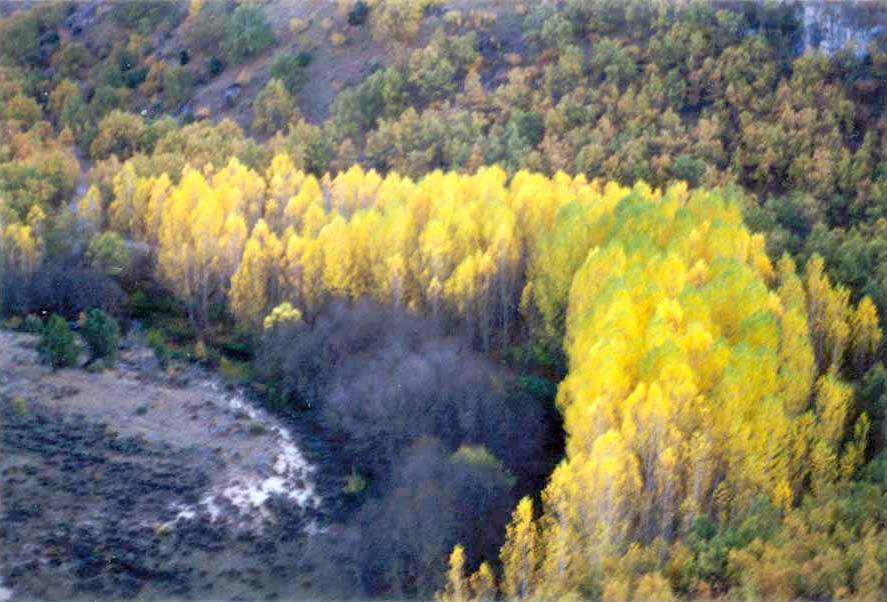
Галерейный лес на реке Тахунья

Отличительной чертой этих лесов является их полосчатость от русла до опушки. Ближе к краю воды располагаются влаголюбивые растения (ольхи, ивы, пальмы), а наименее зависимые от воды виды — на внешней стороне леса (ясени, вязы, тополи).
В этих лесах произрастают ивы, тополи, ольхи, пальмы, ясени, вязы, а также иногда пиренейские дубы (Quercus pyrenaica), липы, березы и лещина. По мере того как уменьшается влажность (в наиболее сухих областях долины Эбро, Леванте и южной половине полуострова), сухость почвы часто сопровождается повышением её солености. В этих условиях произрастает кустарник из гребенщика, олеандра и тростника Saccharum ravennae, иногда в примеси с вересковыми. На несоленых кремнистых почвах (таких как земли Сьерра-Морены и Толедских гор) встречается флюгея красильная (Flueggea tinctoria), которая в более теплых регионах растет совместно с олеандром и гребенщиком.
В низинах внутренних территорий, особенно на наиболее мергелистых и глинистых почвах, чаще всего встречаются вязы Ulmus minor и тополи, иногда в примеси с ясенями и ивами. В глубинах гранитных долин и на кремнистых берегах, особенно у подножия внутренних гор, растут типичные лесные образования из ясеня и пиренейского дуба Quercus pyrenaica. Смешанные галерейные леса охраняемых ущелий Серрании-де-Куэнки образованы из липы и лещины, а также ясеня, ивы и вязов шершавых (Ulmus glabra). Леса этого типа плохо сохранились, так как крайне плодородные почвы, которые они занимают, издавна использовались человеком для овощеводства.

### Пихта испанская
Пихта испанская (Abies pinsapo) — настоящий реликт, сохранившийся в горах Малаги и Кадиса. Леса из этого дерева имеют родство с реликтовыми пихтами горной гряды Йебала в северной Африке. Иногда они соприкасаются и создают смешанные сообщества с лесами из канарского и каменного дуба. Среди древесных пород, которые их сопровождают, находятся боярышник, барбарис, иглица, калина, плющ и волчеягодник Daphne laureola.
Темные и густые леса из испанской пихты произрастают в очень локализованных районах с повышенными осадками (от 2000 до 3000 мм), которые выпадают вследствие внезапного похолодания резко поднимающихся влажных ветров, на высотах от 1000 м над ур. м. В них имеется слой моха и лишайника, но редко встречаются кустарниковые и травянистые породы. Они занимают высокие горные пояса (Сьерра-де-лас-Ньевес и Сьерра-Бермеха в провинции Малаге, Сьерра-де-Грасалема, между Малагой и Кадисом), где, благодаря охране и восстановительным работам, в последние годы они значительно увеличили своё присутствие.

### Дуб каменный

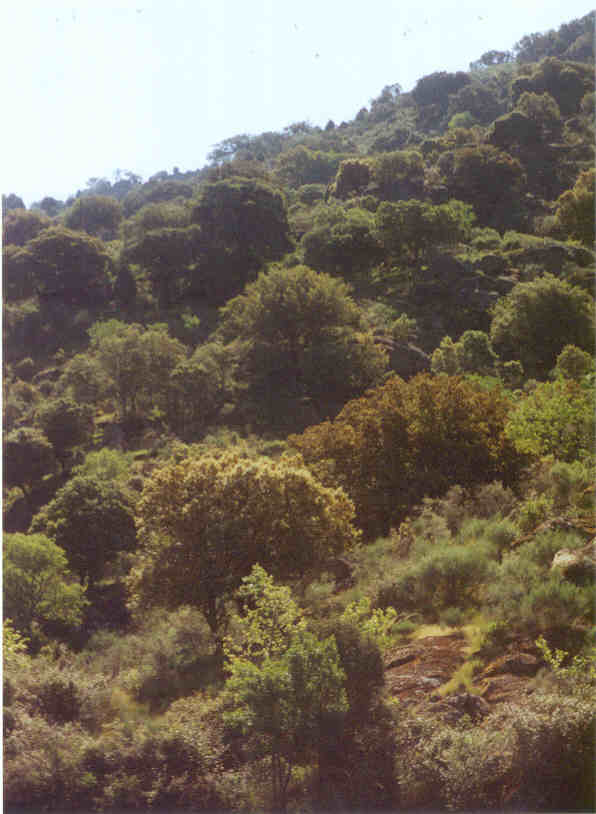
Влажный лес из каменных дубов с пробковыми деревьями

Районы произрастания каменного дуба занимают большую часть средиземноморского региона, а также многие из наиболее солнечных и теплых склонов атлантических областей. Пояса, которые занимает эта порода, идут от уровня моря, где преобладает подвид Quercus ilex, до высоты 1400 м над ур. м., в некоторых горах и на возвышенных плоскогорьях внутренних областей. В районах континентального климата преобладает более выносливый подвид Quercus rotundifolia. Отдельные представители этой породы встречаются и выше, вне лесных массивов. На побережьях и в прибрежных горах леса из каменного дуба крайне богаты и разнообразны, и содержат обилие кустарников и лиан. Как правило, в них встречаются смилакс, жимолость, плющ, калина, иглица, а на юго-западе также олива европейская. Балеарские леса из каменного дуба тоже отличаются разнообразием и содержат некоторые сугубо островные виды, такие как цикламен Cyclamen balearicum.
Ближе к центру полуострова, по мере того, как континентальный климат становится резче, наиболее теплолюбивые виды начинают исчезать. В континентальных лесах из каменного дуба, растущих на почвах, лишенных извести, как правило, в обилии произрастает можжевельник Juniperus oxicedrus, который, выше и на более прохладных склонах, уступает своё место пиренейскому дубу Quercus pyrenaica. Это явление наблюдается, например, в Сьерре-де-Гвадарраме. Разрушаясь, в таких неблагоприятных климатических условиях, эти леса уступают своё место бедному кустарнику — ладаннику, лаванде, розмарину. Нечто похожее происходит на известковых почвах выше отметки 900 м над ур. м., где каменный дуб растет в сопровождении можжевельника ладанного, а скудность кустарника настолько велика, что маквис из самого каменного дуба преобладает на первых этапах деградации. После уничтожения этих лесов от пожаров или вырубок на их месте произрастает кустарник из дрока Genista scorpius, тимьяна и лаванды.

### Дуб пробковый

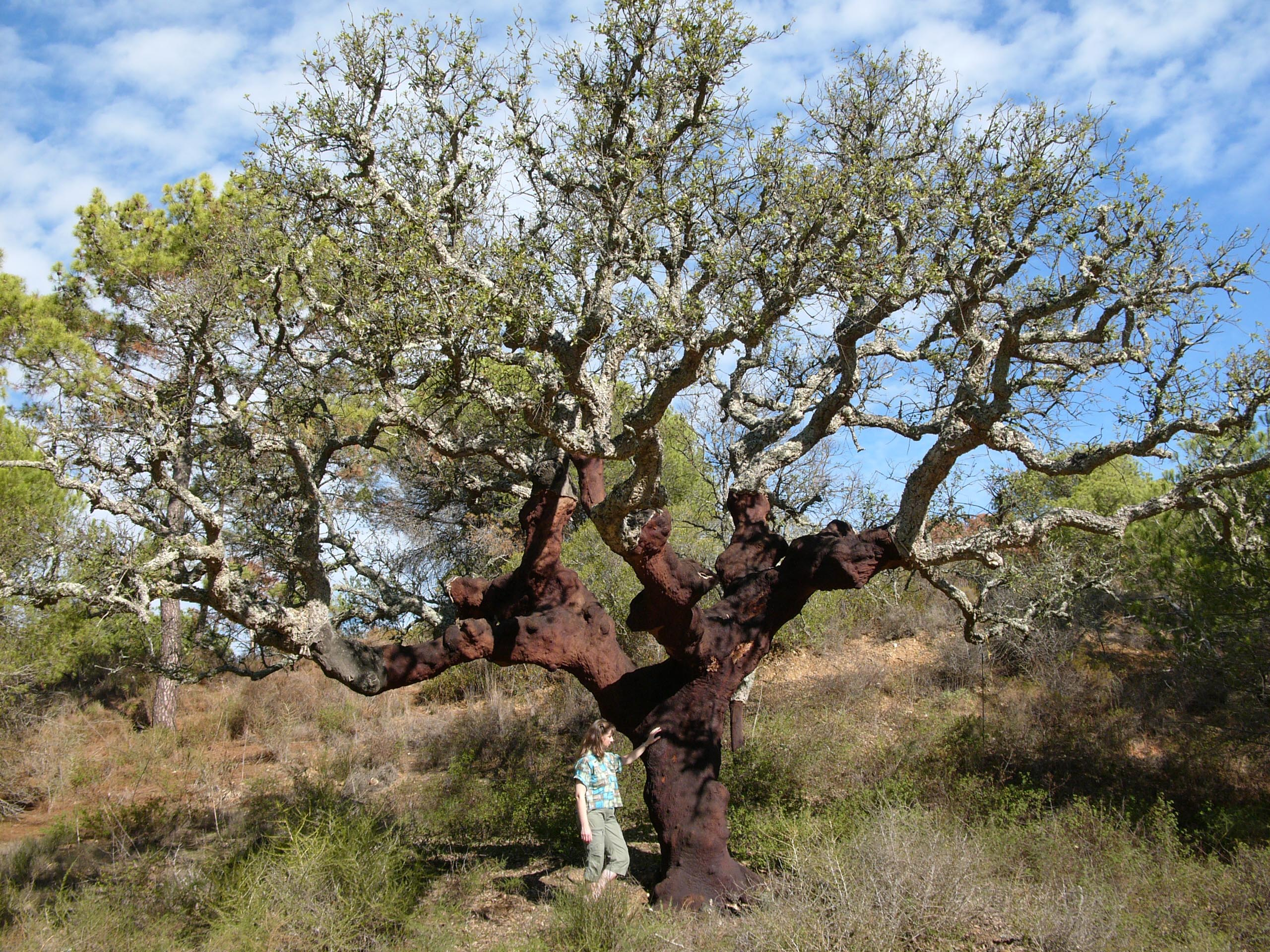
Дуб пробковый (Quercus suber)

Леса из пробковых дубов занимают на полуострове около 1 миллиона га — более 50 % от всей территории, которую этот вид занимает во всем мире.
Дуб пробковый любит песчанистые, кремнистые почвы, мягкий и несколько влажный климат. В этих условиях он полностью вытесняет дуб каменный, либо произрастает совместно с ним, а также с подвидом broteroi португальского дуба дуба португальского (Quercus faginea). Дуб пробковый встречается в районах восточной, прибрежной Каталонии, на острове Менорке, в Сьерре-де-Эспадане (провинция Кастельон) и юго-западной четверти полуострова (в провинциях Малага, Кадис и Уэльва). На наиболее солнечных и сухих склонах часто чередуются с лесами из дуба каменного, а в оврагах и на наиболее прохладных и тенистых склонах — с образованиями дуба канарского (Quercus canariensis).
В пробковых лесах часто произрастают оливы европейские, а в наиболее прохладных лесах из каменного дуба — земляничные деревья с бирючиной Phillyrea angustifolia, которые занимают поляны и преобладают на деградирующих этапах. В западной Андалусии частью экосистемы являются кустарники из ракитника и некоторых видов дрока.

### Дубы: канарский и португальский

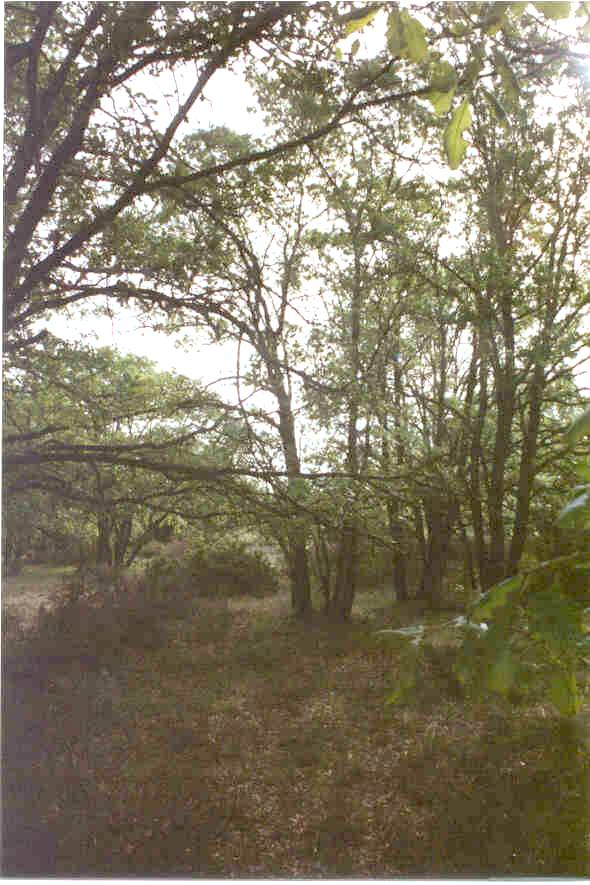
Дубовый лес в Торрекуадрада-де-лос-Вальес.

Под испанским названием кехигар известны разные лесные массивы. Леса из дуба канарского (Quercus canariensis) широко распространены в западной Андалусии, а смешанные массивы — в Каталонии и Кордильере-Бетике. Этот вид характеризуется высокими климатическими требованиями, никогда не удаляется от морского побережья и предпочитает наиболее прохладные тенистые склоны, влажные ложбины и берега низинных ручьев. Как правило, эти массивы чередуются с лесами из пробкового дуба: вытесняют их на наиболее прохладных территориях, но, как и те, предпочитают кремнистые почвы. На полянах и деградированных участках часто встречается ракитник Cytisus arboreus, эрики древовидной (Erica arborea) и Erica scoparia, а также галимиум Halimium lasianthum.
Леса из дуба португальского (Quercus faginea) подвида faginea — наиболее распространенный тип лесов на Пиренейском полуострове. Встречается от андалусской Серрании-де-Ронды до пиренейского предгорья. Этот подвид лучше переносит холод и засуху, чем дуб канарский (Quercus canariensis), но нуждается в более прохладной и глубокой почве, чем дуб каменный, с которым он растет по соседству. Несмотря на то, что он приспособлен к любому типу почвы, в кремнистых регионах, как правило, его вытесняют каменный, пробковый и пиренейский (Quercus pyrenaica) дубы и только на известковых почвах эти леса достигают значительного размера, в частности, в северо-восточной четверти и центре полуострова. В лесах faginea часто произрастают также клён, рябина, ирга, бирючина и кизил; в результате их деградации появляется кустарник из самшита. Естественную область произрастания этого подвида в настоящее время занимает подвид salzmannii сосны чёрной.
В последнюю очередь, подвид broteri дуба португальского (Quercus faginea) — наиболее нуждающаяся в воде и теплолюбивая порода. Она встречается в юго-западной четверти полуострова, на кремнистых, слегка прохладных почвах. Чистые леса из этого подвида встречаются редко; чаще всего он растет в примеси с пробковыми и каменными дубами.

### Сосна

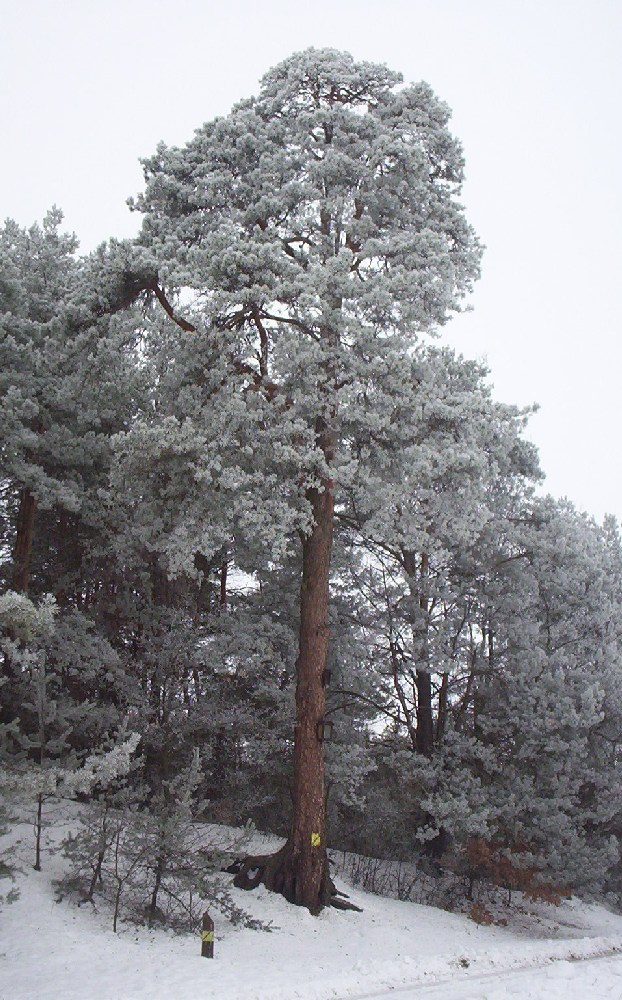
Сосна обыкновенная (Pinus sylvestris)

Коренные породы сосен, естественно растущие на полуострове — сосна крючковатая (Pinus uncinata) и сосна обыкновенная (Pinus sylvestris). Первая из них чаще всего встречается в сообществе с рододендроном ржавым (Rhododendron ferrugineum), черникой, Salix pyrenaica и другими кустарниковыми породами в субальпийском поясе Пиренеев. На наименее промытых, известковых почвах она, как правило, растет по соседству с можжевельником казацким, можжевельником обыкновенным и его подвидом hemisphaerica. На большей части Пиренеев эти леса составляют верхнюю границу лесных поясов и достигают высот до 2400 метров.
Сосна обыкновенная занимает те же пояса в других горах полуострова, как кремнистых, так и известковых. В примеси с ней и выше растут ракитник, карликовый можжевельник и высокогорные подушечные кустарники. Нижняя граница этих лесов размылась, вследствие того, что сосна увеличивает свою территорию произрастания за счет листопадных лесов.
На средних высотах, как правило, на кремнистых почвах, произрастает сосна приморская (Pinus pinaster), которая в Галисии встречается на уровне моря, а на внутренних территориях произрастает в примеси с пиренейским дубом (Quercus pyrenaica). Подвид salzmanii сосны чёрной (Pinus nigra) в обилии растет в горах центра, востока и на юге полуострова и вытесняет приморскую сосну на наиболее известковых почвах. На более высоких поясах сосна обыкновенная преобладает как над приморской, так и над сосной чёрной.
Самый теплолюбивый вид сосны, сосна алеппская (Pinus halepensis), произрастает на известковых почвах средиземноморского побережья, на солнечных склонах и скалистых гребнях, до высоты 1000 метров над уровнем моря.
Сосна пиния (Pinus pinea) (возможно наиболее распространенная из сосен) занимает песчанистые земли прибрежных провинций (Кадис, Уэльва) и внутренних областей (Вальядолид. Куэнка, Мадрид). В последнюю очередь, необходимо упомянуть сосну лучистую (Pinus radiata), распространенную благодаря посадочным и лесовосстановительным работам.

### Можжевельник ладанный

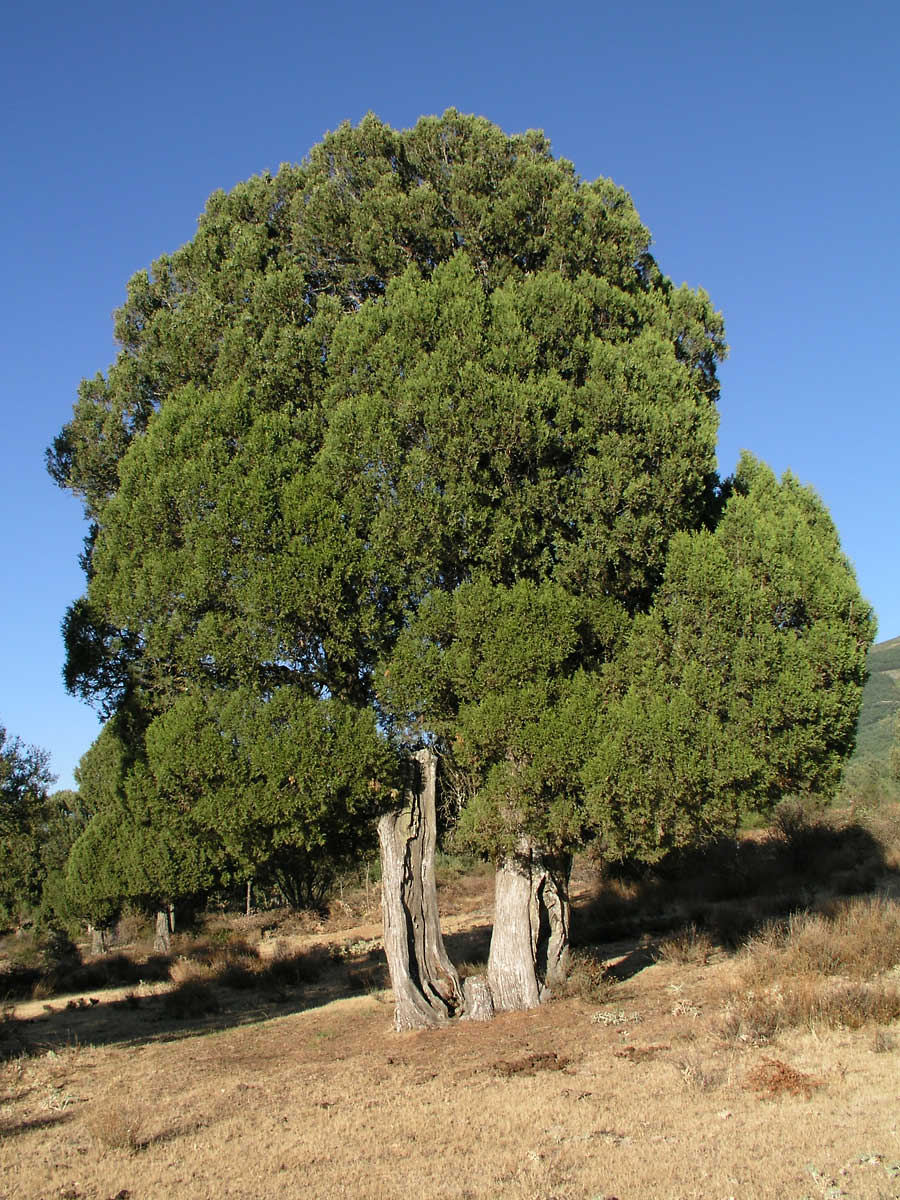
Можжевельник ладанный (Juniperus thurifera)

Леса из можжевельника ладанного (Juniperus thurifera) представляют собой любопытные формирования, произрастающие в высокогорных пустынях и на плоскогорьях внутренних территорий, на высотах от 900 метров. Основные массивы находятся в Серрании-де-Куэнки, Иберийских горах, Ла-Алькаррии, Маэстрасго и других внутренних горах. Как правило, это редкие леса, больше похожие на лесопарки, располагающиеся на известковых землях, в частности, на глинистых охровых и красных почвах реликтового типа (Терра роса, Терра фуска). Иногда (например, в районе Тамахона в провинции Гвадалахаре) они также занимают кремнистые земли.
Эти леса приспособлены к исключительно жестким условиям континентального климата, где им практически нет равных среди других древесных пород. Только дуб каменный в настоящее время занимает земли некоторых бывших можжевельниковых лесов, иногда в примеси с сосной чёрной. Подвид hemisphaerica можжевельника обыкновенного, как правило, присутствует как второстепенная порода в лесах из можжевельника ладанного, зачастую на уровне кустарника. На высотах они произрастают в примеси с сосной обыкновенной.
Леса из можжевельника ладанного считаются крайне древними, так как находятся на реликтовых землях, вышедших на поверхность в кайнозойскую эру. Суровые климатические условия, при которых поверхность земли подвержена криотурбации (замораживается и размораживается на протяжении года), затрудняют рост высокого кустарника. На фазе деградации эти леса уступают своё место дроковому подушечному кустарнику Genista pumila или тимьяну и лугам, на которых преимущественно растёт Suaeda spicata и остролистные злаки. На более низких высотах они чередуются с дроком ползучим Genista scorpius и лавандой широколистной. Можжевельник красноплодный (Juniperus phoenicea), как правило, занимает второстепенное место и редко разрастается в густые леса. Лишь на некоторых скальных выступах и при особых условиях (например, на постоянных дюнах и прибрежных песках) появляются массивы из этого вида.

### Средиземноморский высокогорный кустарник
Высокие горы средиземноморского региона (от 1700 м над ур. м.) представляют особые характеристики. Жесткие и долгие зимы покрывают снегом и замораживают практически все проявления жизни. После оттепели почва быстро высыхает под сильным воздействием солнца и высоких летних температур. Вследствие этого, период времени, пригодный для развития растительности, очень короток и по вышеуказанным причинам в большинстве случаев сух. В этих условиях лес выживает с трудом и на его месте произрастает ракитник и другие виды кустарника. Их сопровождают на более низких поясах отдельные, деформированные снегом, особи сосны чёрной.
В кремнистых горах Центральной Кордильеры, Серры-да-Эштрелы, Иберийских гор в Сории и части Кантабрийских гор произрастают ракитник слабительный Cytisus purgans и подвид alpina можжевельника обыкновенного. В Сьерре-Неваде, при похожих условиях преобладает, напротив, Genista baetica, иногда в примеси с ракитником слабительным и подвидом hemisphaerica можжевельника обыкновенного. Для известковых гор, таких как Маэстрасго и Серрания-де-Куэнка, характерны кустарниковые образования из можжевельника казацкого (Juniperus sabina) с примесью сосны обыкновенной. В известковых горах Андалусии ведущую роль играет дроковый подушечный кустарник.

## Кустарниковая кайма и подлесок
С экологической точки зрения кустарниковая кайма играет решающую роль в сохранении лесных экосистем, так как способствует естественной регенерации леса, служит пищей и кровом для животных. Состоит из разных колючих кустов, таких как Genista hirsuta, самшит, тимьян и др., в зависимости от каждого конкретного леса и климата.

## Фазы деградации
От оптимального состояния до полного опустынивания, лиственные леса проходят через следующие фазы деградации:
1. Густой лес: лес в оптимальном, естественном состоянии, с присутствием лесообразующих видов, совместимых с местными биологическими условиями.
2. Разреженный лес: преобладают лесообразующие виды, но проявляется в обилии кустарник и примешиваются новые древесные породы (падуб, клен, ясень). В подлеске зачастую преобладают бобовые.
3. Сосновая фаза: лесообразующие виды почти исчезают, как и прочая растительность, которая им присуща. Помимо сосен появляется гелиофильный, инвазивный кустарник, чаще всего принадлежащий к семействам ладанниковых или вересковых.
4. Исчезновение древесных пород и связанной с ними растительности, которую постепенно вытесняет колючий кустарник (дрок, терн и др.), яснотковые и сложные формирования (из тимьяна, лаванды широколистной, мяты болотной и др.).
5. Сокращение растительного покрова, не только в объёме но и в занимаемой площади. Произрастает травяное, непостоянное покрытие, на котором преобладают злаки. Деревянистые виды сводятся лишь к некоторым амарантовым, а в результате эрозии выступает материнская порода. Общий ландшафт — степного типа.
6. Конечная фаза: для этого этапа характерно опустынивание почвы.